# Ilybius subtilis
Ilybius subtilis är en skalbaggsart som först beskrevs av Wilhelm Ferdinand Erichson 1837.  Ilybius subtilis ingår i släktet Ilybius och familjen dykare. Arten är reproducerande i Sverige. Inga underarter finns listade i Catalogue of Life.